# Thorn in My Side
Thorn in My Side är en låt av den brittiska duon Eurythmics. Den släpptes i augusti 1986 som den andra singeln från albumet Revenge. Singeln nådde plats 5 på UK Singles Chart, medan den intog plats 6 på Sverigetopplistan.

## Låtlista

### Vinylsingel
- A: "Thorn in My Side" – 4:45
- B: "In This Town" – 3:44

### Maxisingel
- A: "Thorn in My Side" (Extended Mix) – 6:54
- B1: "Thorn in My Side" (Album Version) – 4:07
- B2: "When Tomorrow Comes" (Live at the Roxy in Los Angeles) – 5:02

### Maxisingel/Houston Remix
- A: "Thorn in My Side" (Houston Remix) – 5:49
- B1: "Thorn in My Side" (Album Version) – 4:07
- B2: "In This Town" (Live)